# Bulgária a 2016. évi nyári olimpiai játékokon
Bulgária a brazíliai Rio de Janeiróban megrendezett 2016. évi nyári olimpiai játékok egyik részt vevő nemzete volt. Az országot az olimpián 14 sportágban 50 sportoló képviselte, akik összesen 3 érmet szereztek.

## Érmesek
| Érem  | Versenyző                                                                                     | Sportág  | Versenyszám                  |
| ----- | --------------------------------------------------------------------------------------------- | -------- | ---------------------------- |
| Ezüst | Mirela Demireva                                                                               | Atlétika | Női magasugrás               |
| Bronz | Elica Jankova                                                                                 | Birkózás | Női szabadfogás, 48 kg       |
| Bronz | Reneta Kamberova Lyubomira Kazanova Mihaela Maevszka Cvetelina Najdenova Hrisztijana Todorova | Torna    | Ritmikus gimnasztika, csapat |

## Atlétika
Férfi
| Versenyző    | Versenyszám    | Előfutam | Előfutam | Előfutam | Döntő   | Döntő    |
| Versenyző    | Versenyszám    | Idő      | Hely.    | Össz.    | Idő     | Helyezés |
| ------------ | -------------- | -------- | -------- | -------- | ------- | -------- |
| Mitko Tsenov | 3000 m akadály | 8:54,79  | 14.      | 41.      | kiesett | kiesett  |

| Versenyző      | Versenyszám | Selejtező | Selejtező | Döntő    | Döntő    |
| Versenyző      | Versenyszám | Eredmény  | Helyezés  | Eredmény | Helyezés |
| -------------- | ----------- | --------- | --------- | -------- | -------- |
| Tihomir Ivanov | Magasugrás  | 229 cm    | 1.***     | 229 cm   | 10.      |
| Rumen Dimitrov | Hármasugrás | 16,36 m   | 26.       | kiesett  | kiesett  |
| Georgi Tsonov  | Hármasugrás | 15,20 m   | 39.       | kiesett  | kiesett  |
| Georgi Ivanov  | Súlylökés   | 19,49 m   | 25.       | kiesett  | kiesett  |

Női
| Versenyző         | Versenyszám    | Selejtező | Selejtező | Selejtező | Előfutam         | Előfutam         | Előfutam         | Elődöntő         | Elődöntő         | Elődöntő         | Döntő   | Döntő    |
| Versenyző         | Versenyszám    | Idő       | Hely.     | Össz.     | Idő              | Hely.            | Össz.            | Idő              | Hely.            | Össz.            | Idő     | Helyezés |
| ----------------- | -------------- | --------- | --------- | --------- | ---------------- | ---------------- | ---------------- | ---------------- | ---------------- | ---------------- | ------- | -------- |
| Ivet Lalova       | 100 m          | kiemelt   | kiemelt   | kiemelt   | 11,35            | 3.               | 20.**            | nem állt rajthoz | nem állt rajthoz | nem állt rajthoz | kiesett | kiesett  |
| Ivet Lalova       | 200 m          |           |           |           | 22,61            | 1.               | 7.               | 22,42            | 2.               | 7.               | 22,69   | 8.       |
| Szilvija Danekova | 3000 m akadály |           |           |           | nem állt rajthoz | nem állt rajthoz | nem állt rajthoz |                  |                  |                  | kiesett | kiesett  |
| Militsa Mircheva  | Maraton        |           |           |           |                  |                  |                  |                  |                  |                  | 2:51:06 | 108.     |

| Versenyző             | Versenyszám | Selejtező | Selejtező | Döntő    | Döntő    |
| Versenyző             | Versenyszám | Eredmény  | Helyezés  | Eredmény | Helyezés |
| --------------------- | ----------- | --------- | --------- | -------- | -------- |
| Mirela Demireva       | Magasugrás  | 194 cm    | 9.*       | 197 cm   |          |
| Gabriela Petrova      | Hármasugrás | 13,92 m   | 22.       | kiesett  | kiesett  |
| Radoszlava Mavrodieva | Súlylökés   | 17,20 m   | 21.       | kiesett  | kiesett  |

* - egy másik versenyzővel azonos eredményt ért el

** - két másik versenyzővel azonos eredményt ért el

*** - három másik versenyzővel azonos eredményt ért el

## Birkózás

### Férfi
Kötöttfogású
| Versenyző           | Versenyszám | Selejtező                        | Nyolcaddöntő                          | Negyeddöntő                              | Elődöntő          | Vigaszág első kör | Vigaszág elődöntő      | Bronz- mérkőzés              | Döntő             | Helyezés |
| Versenyző           | Versenyszám | Ellenfél Eredmény                | Ellenfél Eredmény                     | Ellenfél Eredmény                        | Ellenfél Eredmény | Ellenfél Eredmény | Ellenfél Eredmény      | Ellenfél Eredmény            | Ellenfél Eredmény | Helyezés |
| ------------------- | ----------- | -------------------------------- | ------------------------------------- | ---------------------------------------- | ----------------- | ----------------- | ---------------------- | ---------------------------- | ----------------- | -------- |
| Daniel Alekszandrov | 75 kg       | Arszen Dzsulfalakjan (ARM) · 3–2 | Bácsi Péter (HUN) · 0–8 technikai tus | kiesett                                  | kiesett           | kiesett           | kiesett                | kiesett                      | kiesett           | 11.      |
| Nikolay Bayryakov   | 85 kg       | erőnyerő                         | Adem Boudjemline (ALG) · 4–0          | Zsan Belenyuk (UKR) · 1–10 technikai tus |                   |                   | Ahmed Saad (EGY) · 2–1 | Dzsavid Hamzatav (BLR) · 1–4 |                   | 5.       |
| Elis Guri           | 98 kg       | Hemza Haloui (ALG) · 8–0         | Revazi Nadareishvili (GEO) · 3–2      | Fredrik Schön (SWE) · 0–9                | kiesett           | kiesett           | kiesett                | kiesett                      | kiesett           | 7.       |

Szabadfogású
| Versenyző          | Versenyszám | Selejtező                               | Nyolcaddöntő                       | Negyeddöntő                        | Elődöntő                             | Vigaszág első kör | Vigaszág elődöntő | Bronz- mérkőzés                   | Döntő             | Helyezés |
| Versenyző          | Versenyszám | Ellenfél Eredmény                       | Ellenfél Eredmény                  | Ellenfél Eredmény                  | Ellenfél Eredmény                    | Ellenfél Eredmény | Ellenfél Eredmény | Ellenfél Eredmény                 | Ellenfél Eredmény | Helyezés |
| ------------------ | ----------- | --------------------------------------- | ---------------------------------- | ---------------------------------- | ------------------------------------ | ----------------- | ----------------- | --------------------------------- | ----------------- | -------- |
| Vladimir Dubov     | 57 kg       | erőnyerő                                | Daniel Dennis (USA) · 11–0         | Ivan Guidea (ROU) · kétvállas 10–0 | Vladimer Khinchegashvili (GEO) · 4–8 |                   |                   | Hacı Əliyev (AZE) · 4–5 kétvállas |                   | 5.       |
| Borislav Novachkov | 65 kg       | Meisam Nasiri (IRI) · 10–7              | Franklin Gómez (PUR) · 4–7         | kiesett                            | kiesett                              | kiesett           | kiesett           | kiesett                           | kiesett           | 8.       |
| Georgi Ivanov      | 74 kg       | erőnyerő                                | Iakob Makarashvili (GEO) · 8–13    | kiesett                            | kiesett                              | kiesett           | kiesett           | kiesett                           | kiesett           | 12.      |
| Mihail Ganev       | 86 kg       | Orgodolín Üjtümen (MGL) · kétvállas 4–6 | Alireza Karimimachiani (IRI) · 2–7 | kiesett                            | kiesett                              | kiesett           | kiesett           | kiesett                           | kiesett           | 8.       |
| Dimitar Kumchev    | 125 kg      | Geno Petriasvili (GEO) · 0–10           | kiesett                            | kiesett                            | kiesett                              | kiesett           | kiesett           | kiesett                           | kiesett           | 18.      |

### Női
Szabadfogású
| Versenyző     | Versenyszám | Selejtező                       | Nyolcaddöntő                  | Negyeddöntő                   | Elődöntő                             | Vigaszág első kör | Vigaszág elődöntő | Bronz- mérkőzés               | Döntő             | Helyezés |
| Versenyző     | Versenyszám | Ellenfél Eredmény               | Ellenfél Eredmény             | Ellenfél Eredmény             | Ellenfél Eredmény                    | Ellenfél Eredmény | Ellenfél Eredmény | Ellenfél Eredmény             | Ellenfél Eredmény | Helyezés |
| ------------- | ----------- | ------------------------------- | ----------------------------- | ----------------------------- | ------------------------------------ | ----------------- | ----------------- | ----------------------------- | ----------------- | -------- |
| Elica Jankova | 48 kg       | Rebecca Muambo (CMR) · 10–0     | Milana Dadaseva (RUS) · 9–6   | Carolina Castillo (COL) · 3–2 | Mariya Stadnik (AZE) · 0–6 kétvállas |                   |                   | Patricia Bermúdez (ARG) · 7–6 |                   |          |
| Mimi Hristova | 58 kg       | Pürevdorjiin Orkhon (MGL) · 4–7 | kiesett                       | kiesett                       | kiesett                              | kiesett           | kiesett           | kiesett                       | kiesett           | 15.      |
| Tajbe Juszein | 63 kg       | erőnyerő                        | Elena Pirozhkova (USA) · 7–10 | kiesett                       | kiesett                              | kiesett           | kiesett           | kiesett                       | kiesett           | 13.      |

## Cselgáncs
Férfi

| Versenyző        | Versenyszám | Selejtező         | 32-es főtábla                       | Nyolcaddöntő                              | Negyeddöntő                          | Elődöntő          | Vigaszág elődöntő                       | Bronz- mérkőzés   | Döntő             | Helyezés |
| Versenyző        | Versenyszám | Ellenfél Eredmény | Ellenfél Eredmény                   | Ellenfél Eredmény                         | Ellenfél Eredmény                    | Ellenfél Eredmény | Ellenfél Eredmény                       | Ellenfél Eredmény | Ellenfél Eredmény | Helyezés |
| ---------------- | ----------- | ----------------- | ----------------------------------- | ----------------------------------------- | ------------------------------------ | ----------------- | --------------------------------------- | ----------------- | ----------------- | -------- |
| Yanislav Gerchev | Légsúly     | erőnyerő          | Tsai Ming-Yen (TPE) · 110(2)-000(2) | Amiran Papinashvili (GEO) · 000(0)–100(1) | kiesett                              | kiesett           |                                         |                   |                   | 9.       |
| Ivaylo Ivanov    | Váltósúly   | erőnyerő          | Frank de Wit (NED) · 110(2)-000(1)  | Lee Seung-Su (KOR) · 010(2)-000(0)        | Travis Stevens (USA) · 000(1)–100(0) |                   | Matteo Marconcini (ITA) · 000(0)–100(0) | kiesett           |                   | 7.       |

## Evezés
Férfi

| Versenyző                        | Versenyszám  | Előfutam | Előfutam | Vigaszág | Vigaszág | Elődöntő | Elődöntő | Elődöntő | Döntő | Döntő   | Döntő | Helyezés |
| Versenyző                        | Versenyszám  | Idő      | Hely.    | Idő      | Hely.    | Típus    | Idő      | Hely.    | Típus | Idő     | Hely. | Helyezés |
| -------------------------------- | ------------ | -------- | -------- | -------- | -------- | -------- | -------- | -------- | ----- | ------- | ----- | -------- |
| Kristian Vasilev Georgi Bozhilov | Kétpárevezős | 6:44,31  | 4.       | 6:20,56  | 2.       | A/B      | 6:47,00  | 6.       | B     | 7:00,85 | 3.    | 9.       |

## Kajak-kenu

### Gyorsasági
Férfi
| Versenyző         | Versenyszám        | Előfutam | Előfutam | Előfutam | Elődöntő | Elődöntő | Elődöntő | Döntő   | Döntő    | Döntő    | Helyezés |
| Versenyző         | Versenyszám        | Idő      | Hely.    | Össz.    | Idő      | Hely.    | Össz.    | Típus   | Idő      | Helyezés | Helyezés |
| ----------------- | ------------------ | -------- | -------- | -------- | -------- | -------- | -------- | ------- | -------- | -------- | -------- |
| Miroszlav Kircsev | Kajak egyes 1000 m | 3:39,363 | 6.       | 19.      | kiesett  | kiesett  | kiesett  | kiesett | kiesett  | kiesett  | 19.      |
| Angel Kodinov     | Kenu egyes 200 m   | 42,694   | 5.       | 21.      | 42,925   | 7.       | 18.      | kiesett | kiesett  | kiesett  | 18.      |
| Angel Kodinov     | Kenu egyes 1000 m  | 4:27,904 | 4.       | 14.      | 4:30,574 | 6.       | 13.      | B       | 4:10,102 | 6.       | 13.      |

## Kerékpározás

### Országúti kerékpározás
Férfi
| Versenyző      | Versenyszám   | Idő           | Helyezés      |
| -------------- | ------------- | ------------- | ------------- |
| Stefan Hristov | Mezőnyverseny | nem ért célba | nem ért célba |

## Ökölvívás
Férfi
| Versenyző     | Versenyszám | Selejtező                     | Nyolcaddöntő               | Negyeddöntő       | Elődöntő          | Döntő             | Helyezés |
| Versenyző     | Versenyszám | Ellenfél Eredmény             | Ellenfél Eredmény          | Ellenfél Eredmény | Ellenfél Eredmény | Ellenfél Eredmény | Helyezés |
| ------------- | ----------- | ----------------------------- | -------------------------- | ----------------- | ----------------- | ----------------- | -------- |
| Daniel Asenov | Légsúly     | Fernando Martínez (ARG) · 2-1 | Mohamed Flissi (ALG) · 0-3 | kiesett           | kiesett           | kiesett           | 9.       |
| Simeon Chamov | Váltósúly   | Onur Şipal (TUR) · 3-0        | Sailom Adi (THA) · 0-3     | kiesett           | kiesett           | kiesett           | 9.       |

Női
| Versenyző         | Versenyszám | Selejtező               | Negyeddöntő       | Elődöntő          | Döntő             | Helyezés |
| Versenyző         | Versenyszám | Ellenfél Eredmény       | Ellenfél Eredmény | Ellenfél Eredmény | Ellenfél Eredmény | Helyezés |
| ----------------- | ----------- | ----------------------- | ----------------- | ----------------- | ----------------- | -------- |
| Stanimira Petrova | Légsúly     | Tetiana Kob (UKR) · 1–2 | kiesett           | kiesett           | kiesett           | 9.       |

## Öttusa
| Versenyző         | Versenyszám | Vívás (V) | Vívás (V) | Úszás   | Úszás | Úszás | Bónusz vívás (B) | Bónusz vívás (B) | Bónusz vívás (B) | Lovaglás      | Lovaglás      | Lovaglás | Lovaglás | Futás/Lövészet | Futás/Lövészet | Futás/Lövészet | Futás/Lövészet | Összesen    | Összesen |
| Versenyző         | Versenyszám | Eredmény  | Pont      | Idő     | Pont  | Hely. | Eredmény         | Pont             | V+B Hely.        | Idő           | Hibapont      | Pont     | Hely.    | Lövőhiba       | Idő            | Pont           | Hely.          | Összes pont | Helyezés |
| ----------------- | ----------- | --------- | --------- | ------- | ----- | ----- | ---------------- | ---------------- | ---------------- | ------------- | ------------- | -------- | -------- | -------------- | -------------- | -------------- | -------------- | ----------- | -------- |
| Dimitar Krastanov | Férfi       | 19–16     | 214       | 2:04,96 | 326   | 19.   | 1–1              | 1                | 14.              | nem ért célba | nem ért célba | 0        | 33.      | 5              | 11:02,95       | 638            | 2.             | 1179        | 33.      |

## Sportlövészet
Férfi
| Versenyző     | Versenyszám           | Selejtező | Selejtező | Döntő   | Döntő    |
| Versenyző     | Versenyszám           | Pont      | Helyezés  | Pont    | Helyezés |
| ------------- | --------------------- | --------- | --------- | ------- | -------- |
| Samuil Donkov | Légpisztoly           | 572       | 34.       | kiesett | kiesett  |
| Samuil Donkov | Szabadpisztoly        | 541       | 32.       | kiesett | kiesett  |
| Anton Rizov   | Sportpuska, fekvő     | 621,2     | 27.       | kiesett | kiesett  |
| Anton Rizov   | Sportpuska, összetett | 1161      | 35.       | kiesett | kiesett  |
| Anton Rizov   | Légpuska              | 617,3     | 42.       | kiesett | kiesett  |

Női
| Versenyző        | Versenyszám   | Selejtező | Selejtező | Elődöntő | Elődöntő | Döntő   | Döntő    |
| Versenyző        | Versenyszám   | Pont      | Helyezés  | Pont     | Helyezés | Pont    | Helyezés |
| ---------------- | ------------- | --------- | --------- | -------- | -------- | ------- | -------- |
| Antoaneta Boneva | Légpisztoly   | 371       | 41.       |          |          | kiesett | kiesett  |
| Antoaneta Boneva | Sportpisztoly | 583       | 5.        | 11       | 8.       | kiesett | kiesett  |

## Tenisz
Férfi
| Versenyző       | Versenyszám | 64-es főtábla                | 32-es főtábla     | Nyolcaddöntő      | Negyeddöntő       | Elődöntő          | Bronz- mérkőzés   | Döntő             | Helyezés |
| Versenyző       | Versenyszám | Ellenfél Eredmény            | Ellenfél Eredmény | Ellenfél Eredmény | Ellenfél Eredmény | Ellenfél Eredmény | Ellenfél Eredmény | Ellenfél Eredmény | Helyezés |
| --------------- | ----------- | ---------------------------- | ----------------- | ----------------- | ----------------- | ----------------- | ----------------- | ----------------- | -------- |
| Grigor Dimitrov | Egyes       | Marin Čilić (CRO) · 1-6, 4-6 | kiesett           | kiesett           | kiesett           | kiesett           | kiesett           | kiesett           | 33.      |

Női
| Versenyző         | Versenyszám | 64-es főtábla                         | 32-es főtábla     | Nyolcaddöntő      | Negyeddöntő       | Elődöntő          | Bronz- mérkőzés   | Döntő             | Helyezés |
| Versenyző         | Versenyszám | Ellenfél Eredmény                     | Ellenfél Eredmény | Ellenfél Eredmény | Ellenfél Eredmény | Ellenfél Eredmény | Ellenfél Eredmény | Ellenfél Eredmény | Helyezés |
| ----------------- | ----------- | ------------------------------------- | ----------------- | ----------------- | ----------------- | ----------------- | ----------------- | ----------------- | -------- |
| Cvetana Pironkova | Egyes       | Laura Siegemund (GER) · 6-1, 4-6, 2-6 | kiesett           | kiesett           | kiesett           | kiesett           | kiesett           | kiesett           | 33.      |

## Tollaslabda
| Versenyző                      | Versenyszám | Csoportkör | Csoportkör | Nyolcaddöntő                        | Negyeddöntő       | Elődöntő          | Bronz- mérkőzés   | Döntő             | Helyezés |
| Versenyző                      | Versenyszám | Ellenfél Eredmény | Hely.      | Ellenfél Eredmény                   | Ellenfél Eredmény | Ellenfél Eredmény | Ellenfél Eredmény | Ellenfél Eredmény | Helyezés |
| ------------------------------ | ----------- | --- | ---------- | ----------------------------------- | ----------------- | ----------------- | ----------------- | ----------------- | -------- |
| Linda Zetchiri                 | Női egyes   | D csoport · Kirsty Gilmour (GBR) · 12–21, 21–17, 21–16 · Sabrina Jaquet (SUI) · 21–17, 21–15 | 1.         | Szong Dzsihjon (KOR) · 15–21, 12–21 | kiesett           | kiesett           | kiesett           | kiesett           | 9.       |
| Gabriela Stoeva Stefani Stoeva | Női páros   | D csoport · Dél-Korea (KOR) · Chang Ye-Na · Lee So-Hee · 22–24, 15–21 · Kína (CHN) · Jü Jang (Yu Yang) · Tang Yuanting · 14–21, 11–21 · Németország (GER) · Johanna Goliszewski · Carla Nelte · 21–14, 21–19 | 3.         |                                     | kiesett           | kiesett           | kiesett           | kiesett           | 9.       |

## Torna

### Ritmikus gimnasztika
| Versenyző         | Versenyszám | Selejtező | Selejtező | Selejtező | Selejtező | Selejtező | Selejtező | Selejtező | Selejtező | Selejtező | Selejtező | Döntő  | Döntő  | Döntő  | Döntő | Döntő    | Döntő    | Döntő  | Döntő  | Döntő    | Döntő    | Helyezés |
| Versenyző         | Versenyszám | Karika    | Karika    | Labda     | Labda     | Buzogány  | Buzogány  | Szalag    | Szalag    | Összesen  | Összesen  | Karika | Karika | Labda  | Labda | Buzogány | Buzogány | Szalag | Szalag | Összesen | Összesen | Helyezés |
| Versenyző         | Versenyszám | Pont      | Hely.     | Pont      | Hely.     | Pont      | Hely.     | Pont      | Hely.     | Pont      | Hely.     | Pont   | Hely.  | Pont   | Hely. | Pont     | Hely.    | Pont   | Hely.  | Pont     | Hely.    | Helyezés |
| ----------------- | ----------- | --------- | --------- | --------- | --------- | --------- | --------- | --------- | --------- | --------- | --------- | ------ | ------ | ------ | ----- | -------- | -------- | ------ | ------ | -------- | -------- | -------- |
| Neviana Vladinova | Egyéni      | 17,666    | 6.        | 17,700    | 10.       | 17,800    | 6.        | 17,800    | 6.        | 70,966    | 6.        | 17,883 | 7.     | 17,750 | 7.    | 18,050   | 4.       | 17,050 | 8.     | 70,733   | 7.       | 7.       |

| Versenyző                                                                                     | Versenyszám | Selejtező | Selejtező | Selejtező              | Selejtező              | Selejtező | Selejtező | Döntő    | Döntő    | Döntő                  | Döntő                  | Döntő    | Döntő    | Helyezés |
| Versenyző                                                                                     | Versenyszám | 5 szalag  | 5 szalag  | 3 buzogány és 2 karika | 3 buzogány és 2 karika | Összesen  | Összesen  | 5 szalag | 5 szalag | 3 buzogány és 2 karika | 3 buzogány és 2 karika | Összesen | Összesen | Helyezés |
| Versenyző                                                                                     | Versenyszám | Pont      | Hely.     | Pont                   | Hely.                  | Pont      | Hely.     | Pont     | Hely.    | Pont                   | Hely.                  | Pont     | Hely.    | Helyezés |
| --------------------------------------------------------------------------------------------- | ----------- | --------- | --------- | ---------------------- | ---------------------- | --------- | --------- | -------- | -------- | ---------------------- | ---------------------- | -------- | -------- | -------- |
| Reneta Kamberova Lyubomira Kazanova Mihaela Maevszka Cvetelina Najdenova Hrisztijana Todorova | Csapat      | 17,566    | 4.        | 16,616                 | 11.                    | 34,182    | 7.        | 17,700   | 2.       | 18,066                 | 2.                     | 35,766   | 3.       |          |

## Úszás
Férfi
| Versenyző            | Versenyszám      | Előfutam | Előfutam | Előfutam | Elődöntő | Elődöntő | Elődöntő | Döntő     | Döntő    |
| Versenyző            | Versenyszám      | Idő      | Hely.    | Össz.    | Idő      | Hely.    | Össz.    | Idő       | Helyezés |
| -------------------- | ---------------- | -------- | -------- | -------- | -------- | -------- | -------- | --------- | -------- |
| Aleksandar Nikolov   | 100 m gyors      | 50,08    | 3.       | 41.      | kiesett  | kiesett  | kiesett  | kiesett   | kiesett  |
| Venciszlav Ajdarszki | 10 km nyílt vízi |          |          |          |          |          |          | 1:53:16,1 | 15.      |

Női
| Versenyző      | Versenyszám | Előfutam | Előfutam | Előfutam | Elődöntő | Elődöntő | Elődöntő | Döntő   | Döntő    |
| Versenyző      | Versenyszám | Idő      | Hely.    | Össz.    | Idő      | Hely.    | Össz.    | Idő     | Helyezés |
| -------------- | ----------- | -------- | -------- | -------- | -------- | -------- | -------- | ------- | -------- |
| Nina Rangelova | 100 m gyors | 55,71    | 8.       | 31.      | kiesett  | kiesett  | kiesett  | kiesett | kiesett  |
| Nina Rangelova | 200 m gyors | 1:58,57  | 4.       | 22.      | kiesett  | kiesett  | kiesett  | kiesett | kiesett  |

## Vívás
Férfi
| Versenyző      | Versenyszám  | 32-es főtábla                    | Nyolcaddöntő              | Negyeddöntő       | Elődöntő          | Bronz- mérkőzés   | Döntő             | Helyezés |
| Versenyző      | Versenyszám  | Ellenfél Eredmény                | Ellenfél Eredmény         | Ellenfél Eredmény | Ellenfél Eredmény | Ellenfél Eredmény | Ellenfél Eredmény | Helyezés |
| -------------- | ------------ | -------------------------------- | ------------------------- | ----------------- | ----------------- | ----------------- | ----------------- | -------- |
| Pancso Paszkov | Kard, egyéni | Alekszej Jakimenko (RUS) · 15-14 | Matyas Szabo (GER) · 6-15 | kiesett           | kiesett           | kiesett           | kiesett           | 16.      |